# 제슬린 길식
제슬린 길식(Jessalyn Gilsig, 1971년 11월 30일 ~ )은 캐나다의 배우이다.

## 출연 작품
- 바이킹스 시즌4 (2016)
- 바이킹스 시즌3 (2015)
- 바이킹스 시즌2 (2014)
- 썸웨어 슬로우 (2013)
- 바이킹스 시즌1 (2013)
- 스마트 쿠키 (2012)
- 어바웃 피프티 (2011)
- 글리 시즌3 (2011)
- 글리 시즌2 (2010)
- 글리 시즌1 (2009)
- 스텝파더 (2009)
- 써틴 (2008)
- 프롬 나이트 (2008)
- 닙턱 시즌5 (2007)
- 플러드 (2007)
- 닙턱 시즌4 (2006)
- 프라이데이 나잇 라이츠 (2006)
- 히어로즈 (2006)
- 닙턱 시즌3 (2005)
- 더 레이트 레이트 쇼 위드 크레이그 퍼거슨 (2005)
- 프리즌 브레이크 시즌1 (2005)
- 아버지와 아들들 (2005)
- 닙턱 시즌2 (2004)
- 칙스 위드 스틱스 (2004)
- CSI - 뉴욕 (2004)
- 닙턱 (2003)
- 보스톤 퍼블릭 (2000)
- 쿨 라이프 (1999)
- 매직 스워드 (1998)
- 호스 위스퍼러 (1998)
- 더 저니 홈 (1989)
- 상처 뿐인 훈장 (1989)